# Borek (powiat kluczborski)
Borek (niem. Borek, 1935–1945 Waldungen) – wieś w Polsce, położona w województwie opolskim, w powiecie kluczborskim, w gminie Byczyna.
| SIMC    | Nazwa    | Rodzaj    |
| ------- | -------- | --------- |
| 0492150 | Dąbrówka | część wsi |
| 0492167 | Kania    | część wsi |
| 0492173 | Mrówka   | część wsi |

W latach 1975–1998 miejscowość należała administracyjnie do województwa opolskiego.

## Historia
Od 1843 r. wieś posiadała pieczęć gminną, na której wizerunku przedstawiono drzewi liściaste wyrastające z murawy. 